# فلافانون

صورة توضح الهيكل البنائي للفلافانون.

مركبات الفلافانون (بالإنجليزية: Flavanone) هي أحد أنواع مركبات الفلافونويد، وهي مجموعة من الكيتونات العطرية عديمة اللون، مشتقة من الـ فلافون، وتتواجد غالبًا في النباتات كجليكوسيدات.

## الفلافانونات
الفلافانونات (Flavanones) هي مجموعة فرعية من الفلافونويدات، وهي مركبات طبيعية توجد في النباتات، خصوصًا في الحمضيات مثل البرتقال والليمون والجريب فروت.

### التركيب الكيميائي
- تنتمي الفلافانونات إلى مجموعة البوليفينولات (Polyphenols).
- لها بنية مميزة تحتوي على حلقة ثلاثية (C6-C3-C6)، وهي سمة شائعة في الفلافونويدات.

### أهم مركبات الفلافانون
1. هيسبيريدين (Hesperidin) – يوجد في قشور البرتقال.
2. نارينجين (Naringin) – يوجد في الجريب فروت.
3. إريوديكتيول (Eriodictyol) – يوجد في بعض الأعشاب والنباتات.

### أماكن التواجد
- الفواكه الحمضية (مثل البرتقال، اليوسفي، الجريب فروت)
- بعض الأعشاب والنباتات الطبية

### الفوائد الصحية للفلافانونات
- 🛡️ مضادات أكسدة قوية: تحارب الجذور الحرة التي تسبب تلف الخلايا.
- ❤️ تعزز صحة القلب: تساعد في خفض ضغط الدم وتحسين الدورة الدموية.
- 🦠 مضادة للالتهابات: تقلل من الالتهابات المزمنة.
- 🍊 تعزز امتصاص فيتامين C.
- 🧠 يُعتقد أن لها دورًا في حماية الدماغ وتحسين الذاكرة، لكن ذلك ما زال قيد البحث.

### مركبات مرتبطة بالفلافانونات
هل تود معرفة كيف يمكن استخدامها كمكمل غذائي أو في الصناعات الدوائية؟
- بلوميتين
- بيوتين
- إريوديكتيول
- هيسبيريتين
- هيسبيريدين
- هوموريوديكتول
- إيزوساكورانتين
- نارينجيناين
- نارينجين
- بينوسيمبرين
- بونسيرين
- ساكورانتين
- ساكورانين
- ستيروبين
- بينوستروبين

## التمثيل الغذائي
يُعد الإنزيم إيزوميراز كالكون من الإنزيمات التي تُستخدم لتحويل المركبات الشبيهة بالكالكون إلى الفلافانون.
ويقوم إنزيم (Flavanone 4-reductase) باستخدام ((2S-flavan-4-ol)) و(+NADP) لإنتاج ((2S-flavanone))، بالإضافة إلى (NADPH) و(H+).

## التصنيع الكيميائي
توجد طرق عديدة لتصنيع وتكوين الفلافانونات باستخدام تقنيات التخليق الكيميائي الانتقائي، والتماثلي، والكيميائي الحيوي، لإنتاج هذه المركبات ومشتقاتها.